# Banca centrale della Siria
La Banca centrale della Siria (in arabo مصرف سورية المركزي‎?, Maṣrif Sūriya al-Markazī) è la banca centrale incaricata dell'attuazione della politica monetaria per la Siria. Ha sede presso la capitale Damasco e dispone di 11 filiali in diverse capitali provinciali.
Istituita nel 1953, ha avviato le operazioni nel 1956. L'obiettivo della banca è quello di favorire la stabilità e l’efficienza del sistema finanziario e dei pagamenti in Siria, al fine di promuovere uno sviluppo macroeconomico ottimale.

## Storia
Alla conquista dell'indipendenza, il settore bancario in Siria era dominato da istituti di credito di proprietà francese e britannica. La banca più grande, la Banque de Syrie et du Liban, di proprietà francese, assumeva le funzioni di banca centrale e deteneva il monopolio dell'emissione della valuta, oltre a svolgere operazioni commerciali. 
La Siria aderì al Fondo Monetario Internazionale il 10 aprile 1947, fissando il tasso di cambio a 2,19 lire siriane per 1 dollaro statunitense.
La legge per l'istituzione della Banca centrale della Siria fu approvata nel 1953, ma l'istituto avviò le sue operazioni solo nel 1956. Tra le sue funzioni figuravano l'emissione di banconote, il controllo della massa monetaria, il ruolo di agente fiscale per il governo e la regolamentazione del credito e delle banche commerciali. Inoltre, fino alla creazione di banche specializzate per i diversi settori economici, la Banca centrale fungeva anche da banca di sviluppo del Paese. Sebbene disponesse di ampi poteri discrezionali sul sistema bancario, era subordinata al Consiglio per la Moneta e il Credito, un organo di alto livello incaricato della politica monetaria.
Dopo la crisi di Suez del 1956, gli interessi bancari francesi e britannici furono confiscati come beni appartenenti a potenze nemiche. Nel 1958, a seguito dell'unione politica con l'Egitto (Repubblica Araba Unita), lo Stato avviò un processo di arabizzazione del sistema bancario commerciale, che culminò nel 1961 con una politica di nazionalizzazione parziale.
Nel 1966, il governo completò la nazionalizzazione dell’intero sistema bancario commerciale, accorpando tutte le banche esistenti nella Banca commerciale della Siria e istituendo banche specializzate per sostenere lo sviluppo economico del Paese.
Il 30 dicembre 2024, Maysāʾ Ṣābirīn è stata nominata Governatrice della Banca centrale della Siria dal Governo di transizione siriano, diventando la prima donna a ricoprire tale incarico. Annuncia le sue dimissioni il seguente 27 marzo, venendo sostituita da ʻAbd al-Qādir Ḥuṣriyya.

## Governatori
Questa è una lista dei governatori della Banca centrale della Siria sin dall'istituzione.
| Nome                       | Dal              | Al              |
| -------------------------- | ---------------- | --------------- |
| ʿIzzat Ṭarābulsī           | 1956             | 1961            |
| Ḥusnī al-Ṣawwāf            | 1961             | 1963            |
| Nūr Allāh Nūr Allāh        | 1963             | 1963            |
| ʿAdnān al-Farrā            | 1963             | 1970            |
| Naṣūḥ al-Dakkāk            | 1971             | 1978            |
| Rifʿat al-ʿAqqād           | 1978             | 1984            |
| Hishām Mutawallī           | 1984             | 1987            |
| Muḥammad al-Sharīf         | 1987             | 1995            |
| Muḥammad Bashshār Qabbārah | 1995             | 2004            |
| ʿAdīb Mayālah              | 2005             | 2016            |
| Durayd Durgām              | 2016             | 2018            |
| Ḥāzim Karfūl               | 2018             | 2021            |
| Muḥammad ʿIṣām Ḥazīmah     | 2021             | 8 dicembre 2024 |
| Maysāʾ Ṣābirīn             | 30 dicembre 2024 | 27 marzo 2025   |
| ʻAbd al-Qādir Ḥuṣriyya     | 27 marzo 2025    | presente        |